# Focke-Wulf Fw Triebflügel
Focke-Wulf Fw Triebflügel – niezrealizowany projekt niemieckiego myśliwca przechwytującego. Został opracowany w 1944 roku. Triebflügel przeszedł tylko testy w tunelu aerodynamicznym. Przed zbudowaniem kompletnego prototypu wojska alianckie zajęły zakłady Focke-Wulfa. 
Focke-Wulf Fw Triebflügel miał być samolotem pionowego startu i lądowania napędzanym silnikami odrzutowymi.